# Захаревич, Юрий Иванович
Ю́рий Ива́нович Захаре́вич (род. 18 января 1963, Мокшино, Калининская область) — советский тяжелоатлет, олимпийский чемпион (1988), трёхкратный чемпион мира, заслуженный мастер спорта СССР.

## Биография
Начал заниматься тяжёлой атлетикой в Димитровграде, в возрасте десяти лет. Воспитанник заслуженного тренера СССР В. П. Науменкова (1973—1988). В 1983 на турнире в Венгрии Захаревич получил тяжелейшую травму (отрыв сухожилий, разрыв связок), но через год вернулся на помост после операции (вшили лавсановую связку). В 1993 избран вице-президентом федерации тяжёлой атлетики России, в 2000—2003 — президент ФТАР. Живёт в Димитровграде.

## Спортивная карьера
| Международные соревнования |              |                  |           |           |                |           |
| Год                        | Соревнование | Место проведения | Результат | Сумма, кг | Рывок + толчок | Категория |
| 1981                       | ЧМ (ЧЕ)      | Лилль            | 2-е место | 397,5     | 180 + 217,5    | до 90 кг  |
| 1982                       | ЧМ (ЧЕ)      | Любляна          | 2-е место | 420       | 195 + 225      | до 100 кг |
| 1984                       | ЧЕ           | Витория          | чемпион   |           |                | до 110 кг |
| 1985                       | ЧЕ           | Катовице         | чемпион   | 407,5     | 185 + 222,5    | до 110 кг |
| 1985                       | ЧМ           | Сёдертелье       | чемпион   | 422,5     | 190 + 232,5    | до 110 кг |
| 1986                       | ЧЕ           | Карл-Маркс-Штадт | чемпион   | 430       | 195 + 235      | до 110 кг |
| 1986                       | ЧМ           | София            | чемпион   | 447,5     | 200 + 247,5    | до 110 кг |
| 1987                       | ЧЕ           | Реймс            | чемпион   | 440       | 202,5 + 237,5  | до 110 кг |
| 1987                       | ЧМ           | Острава          | чемпион   | 445       | 202,5 + 242,5  | до 110 кг |
| 1988                       | ЧЕ           | Кардифф          | чемпион   | 452,5     | 202,5 + 250    | до 110 кг |
| 1988                       | ОИ           | Сеул             | чемпион   | 455       | 210 + 245      | до 110 кг |
| 1990                       | ЧЕ           | Ольборг          | 2-е место | 442,5     | 200 + 242,5    | до 110 кг |
| Чемпионат СССР             |              |                  |           |           |                |           |
| Год                        | Соревнование | Место проведения | Результат | Сумма, кг | Рывок + толчок | Категория |
| 1981                       |              | Новосибирск      | 2-е место | 400       | 180 + 220      | до 90 кг  |
| 1982                       |              | Днепропетровск   | чемпион   | 430       | 195 + 235      | до 100 кг |
| 1986                       |              | Москва           | чемпион   | 445       | 200 + 245      | до 110 кг |

За время спортивной карьеры установил 37 рекордов Мира.

## Награды
- Орден «Знак Почёта»
- Орден Трудового Красного Знамени
- Заслуженный мастер спорта СССР (1984)
- Диплом Комитета по физической культуре и спорту при Совете министров СССР (22 декабря 1981) — за I место в сумме двоеборья на Кубке СССР по тяжелой атлетике в весовой категории до 100 кг. с результатом 425 кг.

## Признание
- В 2019 году у Дворца спорта «Волга-Спорт-Арена» в Ульяновске установили бюст Олимпийского чемпиона Юрия Захаревича[2].

## Кинороль
- В 1991 году Юрий Захаревич снялся в художественном фильме режиссёра Виктора Трегубовича «Хмель»[3].